# Siniša Dobrasinović
Siniša Dobrasinović (in greco: Σίνισα Ντομπρασίνοβιτς, Sinisa Ntomprasinovits; Berane, 17 febbraio 1977) è un allenatore di calcio ed ex calciatore montenegrino naturalizzato cipriota e precedentemente jugoslavo, fino alla definitiva conclusione dell'esperienza federativa della Jugoslavia avvenuta nel 2003, nonché serbo-montenegrino, fino alla scissione della Serbia e Montenegro in due stati indipendenti occorsa nel 2006, di ruolo centrocampista, tecnico del Radnički Niš.

## Carriera

### Giocatore

#### Nazionale
Ha debuttato nella nazionale cipriota il 10 ottobre 2009 nella vittoria per 4-1 sulla Bulgaria.

## Palmarès

### Giocatore

#### Competizioni nazionali
- Coppa di Cipro: 1

Apollon Limassol: 2000-2001
- Supercoppa di Cipro: 1

Omonia: 2005